# Élections fédérales australiennes de 1974
Des élections législatives et sénatoriales fédérales se tiennent le 18 mai 1974 en Australie afin de renouveler les 127 sièges de la Chambre des représentants et les 60 sièges du Sénat, en raison d'une double dissolution.
Le Parti travailliste dirigé par le Premier ministre australien Gough Whitlam l'a emporté sur le Parti libéral dirigé par Billy Snedden et son partenaire de la coalition, le Country Party dirigé par Doug Anthony.

## Résultats
|  | Parti         | Votes      | %     | Swing | Sièges | Changement |
|  | ------------- | ---------- | ----- | ----- | ------ | ---------- |
|  | Travailliste  | 3 644 110  | 49.30 | −0,29 | 66     | −1         |
|  | Libéral       | 2 582 968  | 34,95 | +2,91 | 40     | +2         |
|  | Country       | 736 252    | 9,96  | +0,53 | 21     | +1         |
|  | Australie     | 172 176    | 2,33  | −0,09 | 0      | 0          |
|  | Démocratiques | 104 974    | 1,42  | −3,83 | 0      | 0          |
|  | Autres        | 150 526    | 2,04  |       |        | 0          |
|  | Total         | 7 391 006  |       |       | 127    | +2         |
|  | Travaillistes | Vainqueurs | 51,70 | −1,00 | 66     | −1         |
|  | Coalition     |            | 48,30 | +1,00 | 61     | +3         |

|  | Parti                  | Voix      | %     | Swing  | Sièges obtenus | Sièges totaux |
|  | ---------------------- | --------- | ----- | ------ | -------------- | ------------- |
|  | Travaillistes          | 3 127 197 | 47,29 | +5,08  | 29             | 29            |
|  | Union Libéraux/Country | 2 298 816 | 34,77 | +15,26 | 16             |               |
|  | Libéraux               | 516 919   | 7,82  | −9,80  | 12             | 23            |
|  | Démocratiques          | 235 343   | 3,56  | −7,55  | 0              | 0             |
|  | Australie              | 92 107    | 1.39  | −1,51  | 0              | 0             |
|  | Country1               | 85 719    | 1,30  | +0,24  | 1              | 6             |
|  | Mouvement libéral      | 63 032    | 0,95  |        | 1              | 1             |
|  | Indépendants2          | 121 396   | 1,84  | +0,13  | 1              | 1             |
|  | Autres                 | 71 856    | 1,09  |        | 0              | 0             |
|  | Total                  | 6 612 385 |       |        | 60             | 60            |